# Xã Clermont, Quận Adams, Bắc Dakota
Xã Clermont (tiếng Anh: Clermont Township) là một xã thuộc quận Adams, tiểu bang Bắc Dakota, Hoa Kỳ. Năm 2010, dân số của xã này là 35 người.